# لیانه کوپ
لیانه کوپ (انگلیسی: Leanne Cope؛ زادهٔ ۱۳ سپتامبر ۱۹۸۳) خواننده، بازیگر، بازیگر تئاتر، و رقصنده باله اهل بریتانیا است.